# Parroquia de Nuestra Señora de la Asunción (Arenas de San Pedro)
La iglesia parroquial de Nuestra Señora de la Asunción es un amplio templo de carácter gótico de finales del siglo XIV, ubicado en el casco urbano de Arenas de San Pedro, en la provincia de Ávila (España). Posteriormente ha sufrido numerosas remodelaciones, que han ido modificando su estructura inicial hasta la que posee hoy día.

## Historia

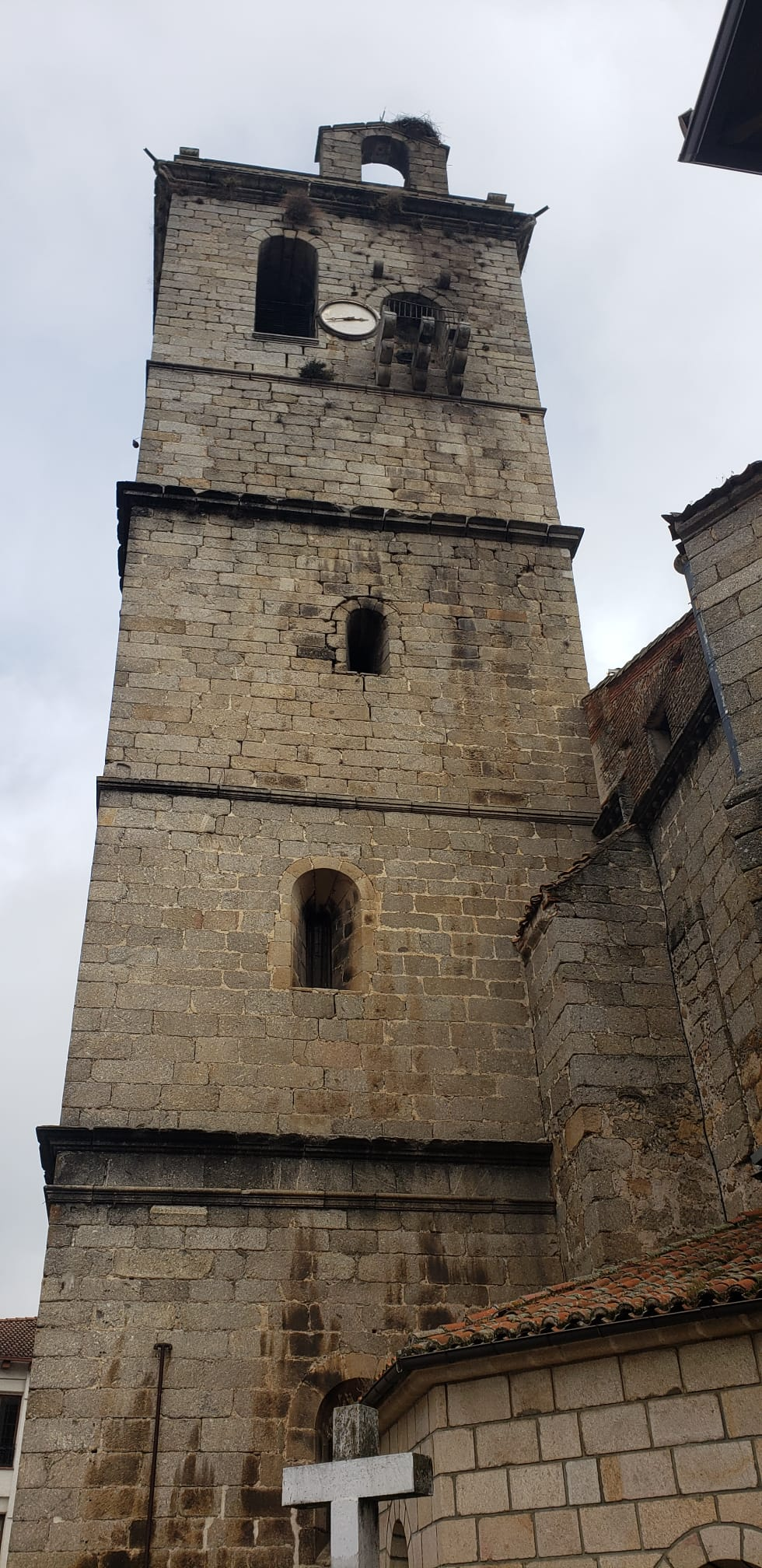
Torre renacentista en los pies de la iglesia

La parroquia se levantó por orden de Don Ruy López Dávalos, primer señor de Arenas de San Pedro, quien también mandó levantar el castillo de la Triste Condesa, de 1395 a 1422. Ruy conseguiría de Enrique III la segregación del Valle del Tiétar de la ciudad de Ávila en 1393, concediendo un privilegio de villazgo, a modo de fuero. Al año siguiente, Enrique III donaría a Ruy estas villas a título personal, que iban desde La Adrada hasta Candeleda.

## Descripción
La iglesia parroquial se encuentra bajo la advocación de Nuestra Señora de la Asunción así como dedicada a la Virgen del Pilar de Arenas. La construcción es de carácter gótico, perceptible sobre todo en el interior, dividida en tres naves.
Exterior
En el exterior destaca la gran Torre, de planta cuadrangular, de construcción posterior a la edificación original. La Torre es de características renacentistas, situada a los pies de la iglesia y formada por varios cuerpos de diversas proporciones, en piedra labrada. Su autor fue Lucas Giraldo, a partir de 1549.
Junto a la Torre se eleva un cuerpo circular por el que se accede a ella por una escalera de caracol que asciende hasta el tejado, donde se encuentra el campanario.
Interior
Los muros de piedra labrada de carácter austero del exterior encierran un espacio de tres naves sostenidas por pilares góticos con nervios, seis exentos en el centro, y seis adosados a los muros. Los nervios se unen en capiteles de bolas, que ascienden formando bóvedas ojivales.
La nave central cuenta con la capilla mayor, abovedada. En la capilla destacan la talla de la patrona de la localidad, la Virgen del Pilar de Arenas, datada en el siglo XIV y de unos sesenta centímetros; una custodia de plata realizada en el siglo XVI, y un crucifijo del XVI.

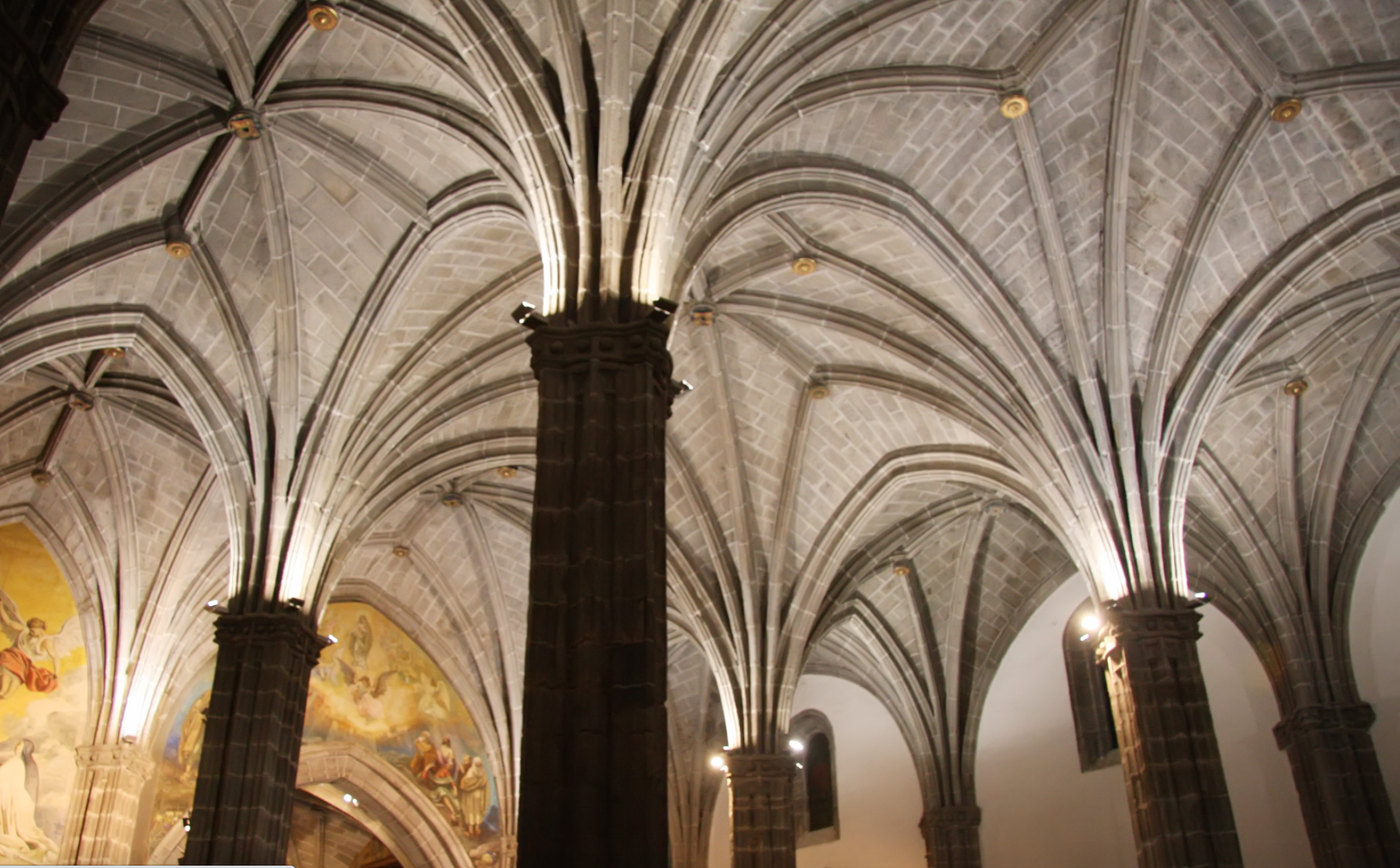
Nervios que suben de los capiteles sustentando las bóvedas

En la cabecera encontramos un friso de cerámica talaverana sobre los santos de la diócesis de Ávila, de Juan Ruiz de Luna encargado en el siglo XX por el párroco de la localidad don Marcelo Gómez Matías. El frontis está cubierto por una pintura mural cuyo autor es Eduardo Martínez Vázquez, en la que se representa la aparición de la Virgen del Pilar, patrona del pueblo, y a Santiago Apóstol, finalizada en el año 1950. Este fresco cuenta con una superficie de 24 metros cuadrados. Los laterales son obra del Padre Ibáñez, quien los acabó en 1966, como aparece referido en los propios frescos.
Por estar la iglesia dedicada a Ntra. Sra. de la Asunción, nos encontramos en el altar mayor un lienzo que entronca con la escuela de Murillo, representando esta figura. La sillería de la capilla, así como el crucifijo, también son de carácter renacentista.
En las cabeceras de las naves laterales aparecen grandes altares dedicados a San Pedro de Alcántara, y de nuevo, a la Virgen del Pilar de Arenas de San Pedro. Cada uno es coronado por frescos del frontispicio, en los que aparecen la Transverberación de Santa Teresa, natural de Ávila, y la impresión de las llagas de San Francisco de Asís.